# Благороднейший орден Звёздного креста
Благороднейший дамский орден Звёздного креста (нем. Hochadeliger Frauenzimmer-Sternkreuzorden) — австрийский дамский орден.

## История ордена
Учреждён 18 сентября 1668 года императрицей Элеонорой, третьей супругой императора Священной Римской империи Фердинанда III.

## Описание ордена
Знак ордена представляет собой восьмиконечный гладкий красный крест с голубой каймой. Девиз ордена: лат. Salus et gloria («Благо и слава»). Орденская лента чёрная.